# 1024
| [ Edytuj tabelę ]              |                                               |
| Książę Polski                  | - 992 Bolesław I Chrobry 1025                 |
| Król Angkoru                   | - 1010 Surjawarman I 1048                     |
| Król Anglii                    | - 1014 Knut Wielki 1035                       |
| Hrabia Aragonii i król Nawarry | - 1000 Sancho III Wielki 1035                 |
| Hrabia Barcelony               | - 1017 Berengar Rajmund I 1035                |
| Książę Bawarii                 | - 1005 Henryk V 1026                          |
| Książę Burgundii               | - 1016 Henryk I 1032                          |
| Cesarz Bizancjum               | - 976 Bazyli II Bułgarobójca 1025             |
| Cesarz Chin                    | - 1022 Song Renzong 1063                      |
| Książę Czech                   | - 1012 Oldrzych 1033                          |
| Król Danii                     | - 1018 Knut Wielki 1035                       |
| Władca Egiptu                  | - 1021 Az-Zahir 1036                          |
| Król Francji                   | - 996 Robert II Pobożny 1031                  |
| Król Gruzji                    | - 1014 Jerzy I 1027                           |
| Hrabia Holandii                | - 993 Dirk III 1039                           |
| Cesarz Japonii                 | - 1016 Go-Ichijō 1036                         |
| Kalif                          | - 991 Al-Kadir 1031                           |
| Hrabia Kastylii                | - 1017 Garcia II Sanchez 1029                 |
| Król Kastylii                  | - 1000 Sancho III 1035                        |
| Wielki książę Kijowa           | - 1019 Jarosław Mądry 1054                    |
| Patriarcha Konstantynopola     | - 1019 Eustacjusz 1025                        |
| Władca Korei                   | - 1009 Hyŏnjong 1031                          |
| Król Leónu                     | - 999 Alfons V 1028                           |
| Król Norwegii                  | - 1016 Olaf II Haraldsson 1028                |
| Hrabia Palatynatu              | - 994 Ezzon 1034                              |
| Papież                         | - 1012 Benedykt VIII 1024 - 1024 Jan XIX 1032 |
| Hrabia Portugalii              | - 1017 Nuno I i Ilduara Mendes 1028           |
| Cesarz rzymski (niemiecki)     | - 1014 Henryk II 1024                         |
| Książę Saksonii                | - 1011 Bernard II 1059                        |
| Król Szkocji                   | - 1005 Malcolm II 1034                        |
| Król Szwecji                   | - 1022 Anund Jakub 1050                       |
| Doża Wenecji                   | - 1009 Otton Orseolo 1026                     |
| Król Węgier                    | - 1000 Stefan I Święty 1038                   |

Rok 1024 / MXXIV
stulecia: X wiek ~
XI wiek ~
XII wiek

lata: 1014 «
1019 «
1020 «
1021 «
1022 «
1023 «
1024
» 1025
» 1026
» 1027
» 1028
» 1029
» 1034

## Wydarzenia na świecie
- 19 kwietnia – nowym 145 papieżem został wybrany  brat Benedykta VIII, Romanus di Tuscolo i przyjął imię Jana XIX.
- 4 września – Konrad II został wybrany na króla Niemiec.
- 21 września – żona króla Konrada II, Gizela Szwabska, została w Kolonii koronowana na królową Niemiec.
- Walki Chorwacji z Wenecją i Bizancjum o odzyskanie miast dalmatyńskich.

## Urodzili się
- 13 maja – Hugon z Cluny, opat klasztoru benedyktyńskiego w Cluny, święty katolicki (zm. 1109)

- data dzienna nieznana:
- Wuzu Fayan, chiński mistrz chan z frakcji yangqi szkoły linji. (zm. 1104)
- Huitang Zuxin, chiński mistrz chan z frakcji huanglong szkoły linji (zm. 1100)

## Zmarli
- 9 kwietnia – papież Benedykt VIII (ur. ?)
- 13 lipca – Henryk II Święty, król Niemiec. Cesarz rzymski (ur. 973)
- data dzienna nieznana: 
  - Fenyang Shanzhao, chiński mistrz chan ze szkoły linji (ur. 947)